# Blaues Schloss Obernzenn

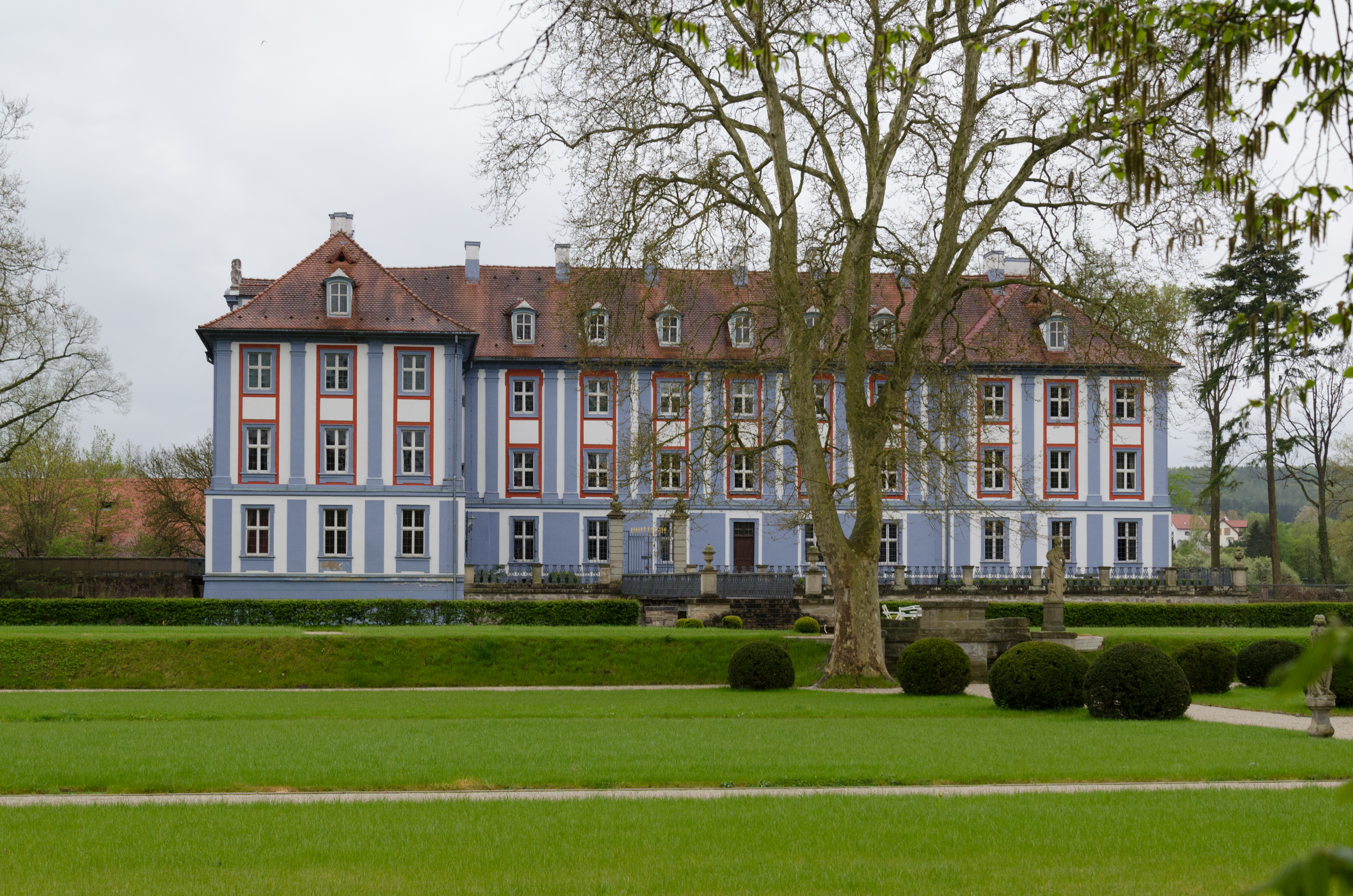
Das Blaue Schloss

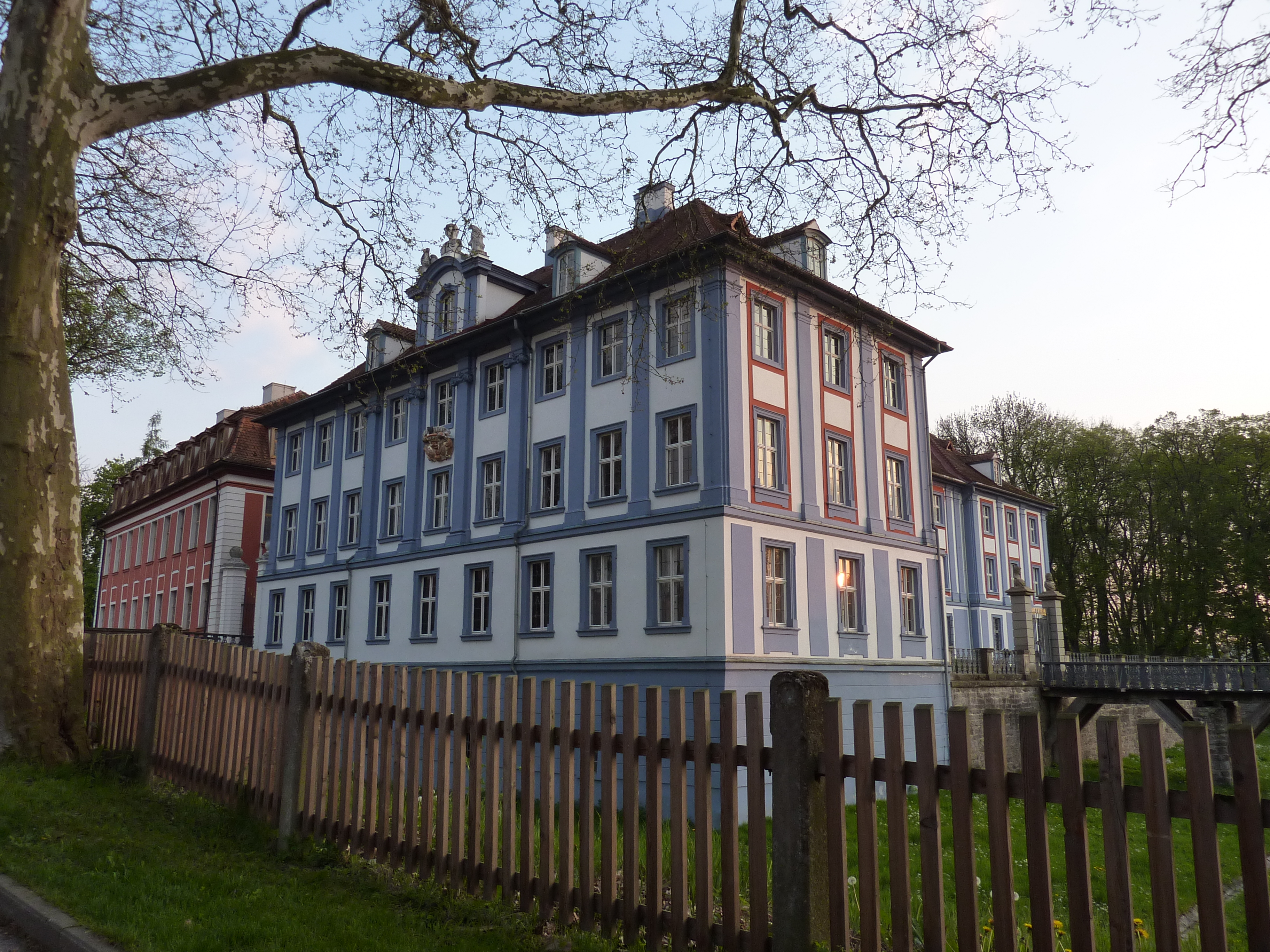
Rotes und Blaues Schloss

Das Blaue Schloss ist ein Schloss in Obernzenn im mittelfränkischen Landkreis Neustadt an der Aisch-Bad Windsheim.

## Geschichte
Bereits im Mittelalter befand sich am Standort des Schlosses eine befestigte Anlage, die von einem Wassergraben umgeben war. Die Freiherren von Seckendorff-Gutend nutzten die Fundamente des Vorgängerbaus, um 1745 das Rote Schloss neben dem Blauen Schloss zu errichten. Das Rote Schloss ist eine Dreiflügelanlage um einen Innenhof, das Blaue Schloss bildet den vierten Flügel, mit einem kurzen Stummelseitenflügel zur Parkseite.
Mit dem Bau des Blauen Schlosses hatte schon 1696 die Familie von Seckendorff-Aberdar begonnen. Eine zweite Bauphase folgte in den Jahren 1711 bis 1718, eine dritte von 1756 bis 1758: 1696 hatte der Ansbacher Kammerjunker Christoph Sigmund von Seckendorff-Aberdar das alte Schloss der Familienlinie Aberdar erhalten und mit dem Bau des heutigen Nordflügels des Blauen Schlosses begonnen. Die zweite Bauphase geht auf seinen Sohn Philipp Albrecht zurück, der ebenfalls Kammerjunker in Ansbach war. Er nahm für die Planung des Osttraktes wohl den Hofbaumeister Gabriel de Gabrieli in Anspruch. Christoph Ludwig von Seckendorff-Aberdar, der Enkel Christoph Sigmunds, ließ den Westtrakt bauen. Er war Premierminister und Geheimer Ratspräsident und in dieser Funktion der wichtigste Berater des Markgrafen Carl Wilhelm Friedrich von Brandenburg-Ansbach. Der Bau wurde 1759 mit einem Allianzwappen der Familien Seckendorff und Cronfeld geschmückt, das der Bildhauer Philipp Hochstein aus Ansbach schuf.
Die Gartenanlage planten Christoph Ludwig von Seckendorff-Aberdar und Franz Felix Schack. Möglicherweise beruhten die Entwürfe auf den Ideen des Hofbaudirektors Leopoldo Retty. 1742 wurde der Schlossgraben durch eine Brücke aus Eichenholz mit gusseisernem Geländer überspannt.
Die beiden spätbarocken Schlösser in Obernzenn sind nach den vorherrschenden Farbtönen ihrer Fassadengestaltung  benannt.
Die hier ansässige Linie der Herren von Seckendorff-Aberdar wurde 1706 in den Reichsfreiherrenstand und 1810 in den württembergischen Grafenstand erhoben. 
Der Ostflügel des Blauen Schlosses kann im Rahmen von Führungen besichtigt werden. Er enthält einen Bildersaal mit Familienporträts aus dem 17. und 18. Jahrhundert und diverse Repräsentationsräume, die mit Stuckaturen geschmückt sind. In einer Museumswerkstatt werden Projekte mit Themen rund um den Absolutismus angeboten. Es ist geplant, die Zukunft des Blauen Schlosses, ebenso wie bereits des Roten, in den Händen der Messerschmitt Stiftung zu sichern.

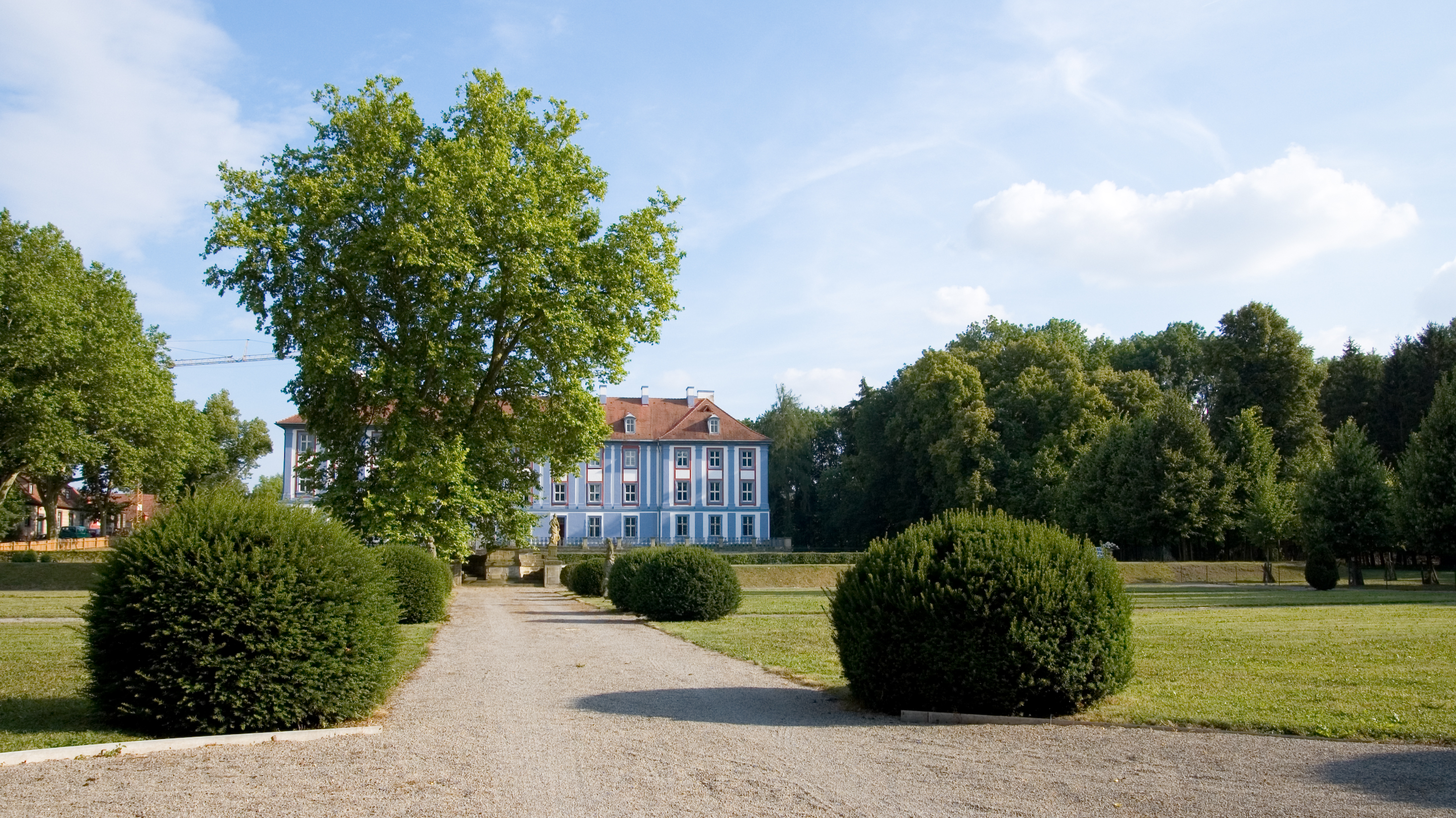
Blick von der Gartenseite
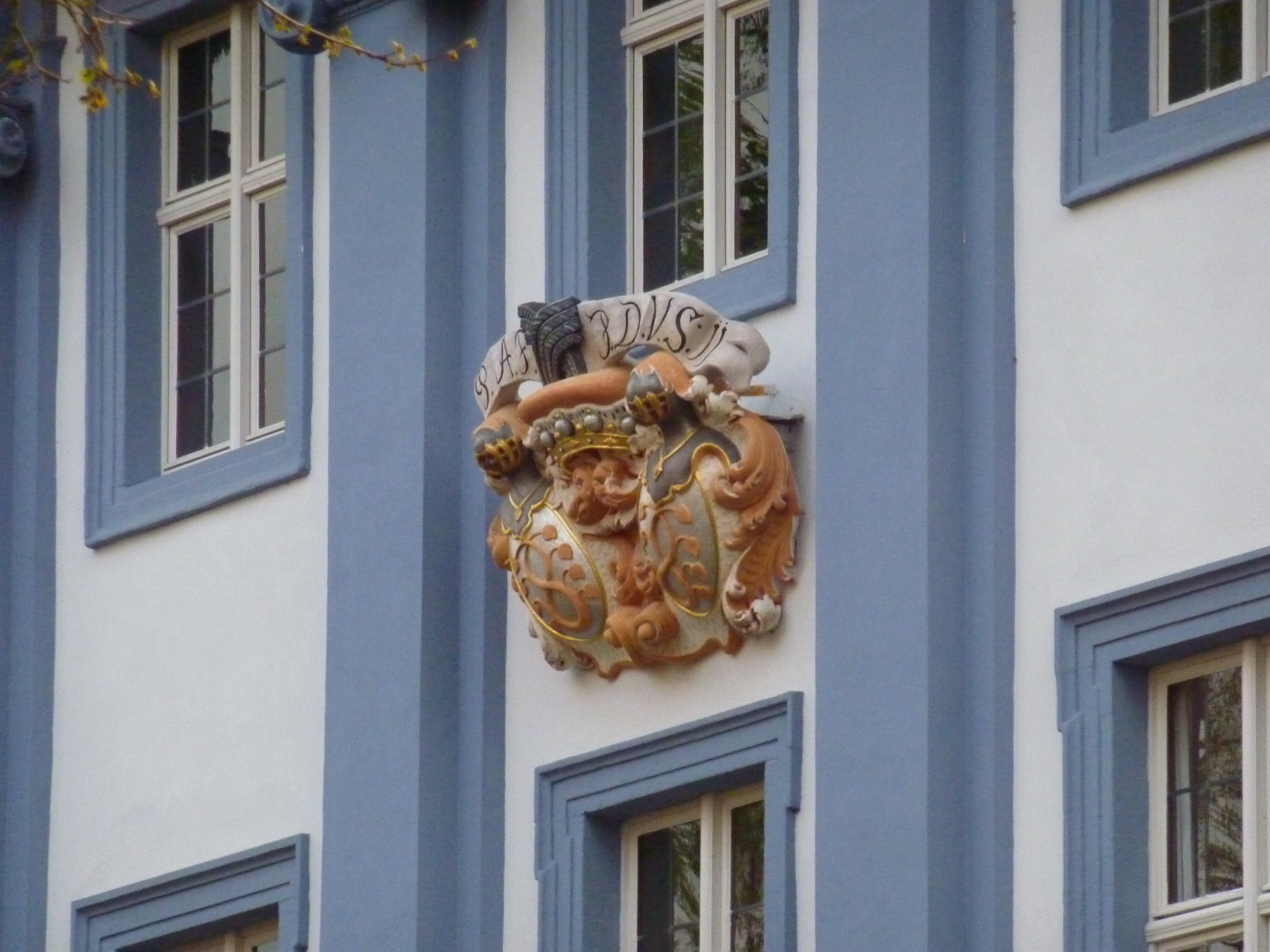
Wappenschmuck
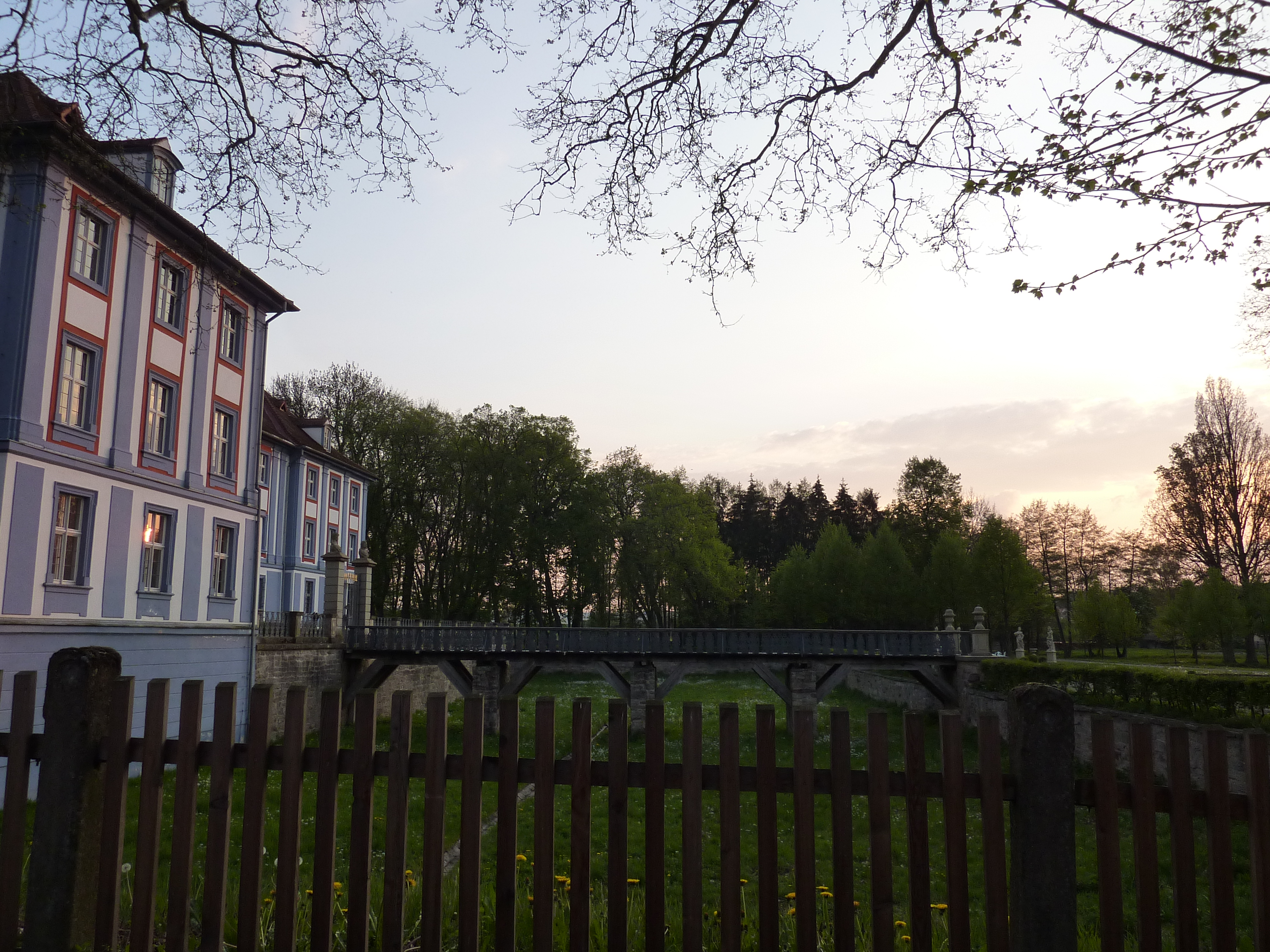
Brücke über den Schlossgraben